# Antonia Santa María
Antonia Santa María Monckeberg (sinh ngày 22 tháng 7 năm 1982) là diễn viên phim, kịch người Chile.

## Tiểu sử
Cha bà lài Juan Pedro Santa María Pérez, giám đốc pháp lý Banco Santander và là cháu của Tổng thống Domingo Santa María, Antonia Santa María học trường Apoquindo. Sau khi hoàn thành chương trình giáo dục trung học, cô học kịch tại trường Đại học Công giáo Giáo hoàng Chile. Cô trau dồi kỹ năng đóng kịch của mình bằng các tham gia các buổi hội thảo diễn xuất. Cô tham gia các khóa học hát và nhảy.
Bộ phim truyền hình đầu tiên của cô mang tựa đề Brujas được chiếu trên Canal 13, đóng vai nhân vật Sharon Sánchez. Cô tiếp tục tham gia đóng 2 bộ phim Descarado và Papi Ricky trong cùng một mạng lưới truyền hình. Năm 2008, cô bắt đầu xuất hiện trên Đài truyền hình Chile (Televisión Nacional de Chile, TVN), đóng các series như El Señor de la Querencia, Hijos del Monte, Conde Vrolok, La familia de al lado. Cô lần đầu đóng vai chính trong bộ phim La chúcara.
Năm 2006, một năm sau buổi ra mắt tại Brujas, lần đầu tiên cô biểu diễn chuyên nghiệp tại nhà hát, trong vở kịch Oedipus (o La múltipl dislexia), một phiên bản kịch của Oedipus Rex được Luna del Canto viết và đạo diễn. Từ đó, cô bắt đầu sản xuất nhiều bộ phim ngắn như El Último Cuplé, el cabaret de Sarita Montiel và Gladys.
Cô ra mắt trên màn ảnh rộng qua bộ phim mang tựa đề Antonia in Las niñas (2007), tác phẩm đầu tiên giành giải thưởng Rodrigo Marín. Cô đóng và đồng thời làm nhà sản xuất các bộ phim như Quiero entrar (2011, đạo diễn Roberto Farías), và Pérez (2012, đạo diễn Álvaro Vigue - chồng cô). Bộ phim mà Viguera giành giải Đạo diễn xuất sắc nhất tại Liên hoan phim quốc tế Santiago 2012, dựa trên vở kịch cùng tên năm 2009 của nhà soạn kịch Elisa Zulueta (trong vở kịch này có sự xuất hiện của Santa María).
Cô là con út trong bốn anh chị em: họa sĩ, nhạc sĩ Pedro Santa María; nhà báo, ca sĩ Constanza Santa María; và kiến trúc sư, nhạc sĩ Rodrigo Santa María.

## Danh sách phim

### Phim
| Năm  | Tiêu đề       | Vai diễn   |
| ---- | ------------- | ---------- |
| 2007 | Las niñas     | Antonia    |
| 2008 | Edgar         | Consuelo   |
| 2011 | Quiero entrar |            |
| 2012 | Pérez         | Roma Pérez |
| 2013 | Gloria        | María      |

### Telenovelas
| Năm       | Tiêu đề                  | Vai diễn               | Kênh     |
| --------- | ------------------------ | ---------------------- | -------- |
| 2005      | Brujas                   | Sharon Sánchez         | Canal 13 |
| 2006      | Descarado                | Perla Cortés           | Canal 13 |
| 2007      | Papi Ricky               | María Paz Spencer      | Canal 13 |
| 2008      | El Señor de la Querencia | Violeta Moreno         | TVN      |
| 2008      | Hijos del Monte          | Consuelo Millán        | TVN      |
| 2009–2010 | Conde Vrolok             | Úrsula Donoso          | TVN      |
| 2010      | La familia de al lado    | Hilda González         | TVN      |
| 2011      | Su nombre es Joaquín     | Carolina Ortega        | TVN      |
| 2013      | Dos por uno              | Ángelica "Angie" Pavez | TVN      |
| 2014      | El amor lo manejo yo     | Noelia Fernández       | TVN      |
| 2014–2015 | La Chúcara               | Laura Muñoz            | TVN      |
| 2017–2018 | Dime quién fue           | Laura Castillo         | TVN      |

### Series truyền hình
| Năm  | Tiêu đề         | Vai diễn               | Kênh     |
| ---- | --------------- | ---------------------- | -------- |
| 2005 | Los simuladores | Anastasia Soto         | Canal 13 |
| 2006 | Dinastía Sa-Sá  | Sharon Janet Sánchez   | Canal 13 |
| 2009 | Mi bella genio  | Laura Paloma Andrómeda | TVN      |

### Chương trình truyền hình
- Más vale tarde [es] (Mega, 2013) – Khách mời
- Juga2 [es] (TVN, 2013) – Tham dự
- Dudo (13C [es], 2013) – Khách mời
- Cadena Nacional (Vía X, 2013) – Khách mời
- Más que 2 [es] (TVN, 2014) – Khách mời
- La Juguera (TVN, 2017) - Người phỏng vấn
- Muy buenos días (TVN, 2017) – Khách mời

### Video âm nhạc
- 2012: "Mis cenizas" bởi Rodrigo Santa María
- 2013: "Suicidas" bởi Rodrigo Santa María[11]

## Nhà hát kịch
| Năm     | Vở kịch                    | Vai diễn       | Tác giả         | Đạo diễn       | Nhà hát kịch                                                                            | Chú thích   |
| ------- | -------------------------- | -------------- | --------------- | -------------- | --------------------------------------------------------------------------------------- | ----------- |
| 2009    | Pérez                      | Roma           | Elisa Zulueta   | Elisa Zulueta  | Teatro del Puente                                                                       | [ 10 ]      |
| 2010-11 | El Último Cuplé            | Sarita Montiel |                 | Álvaro Viguera | Centro Cultural Amanda (2010) Teatro Municipal de Las Condes (2011)                     | [ 5 ] [ 6 ] |
| 2011-13 | Gladys                     | Uxue           | Elisa Zulueta   | Elisa Zulueta  | Teatro del Puente (2011) Teatro UC (2012) La Araucanía (Temuco, 2013) Centro GAM (2013) | [ 7 ]       |
| 2013    | Acción armada 42 26, 73 35 |                | Andrés Kalawski | Ramón López    | Teatro UC                                                                               | [ 12 ]      |
| 2017    | Uncle Vanya                | Sonia          | Anton Chekhov   | Álvaro Viguera | CorpArtes                                                                               | [ 13 ]      |

## Danh sách đĩa hát
- 2013: Ceniza (hợp tác với Rodrigo Santa María)[11]